# Olin Wellborn
Olin Wellborn (* 18. Juni 1843 in Cumming, Georgia; † 6. Dezember 1921 in Los Angeles, Kalifornien) war ein US-amerikanischer Jurist und Politiker. Zwischen 1879 und 1887 vertrat er den Bundesstaat Texas im US-Repräsentantenhaus; später wurde er Bundesrichter.

## Werdegang
Olin Wellborn besuchte die öffentlichen Schulen seiner Heimat sowie das Emory College. Danach studierte er an der University of North Carolina in Chapel Hill. Während des Bürgerkrieges diente er im Heer der Konföderation, in dem er es bis zum Hauptmann brachte. Nach dem Krieg ließ er sich in Atlanta nieder. Nach einem Jurastudium und seiner 1866 erfolgten Zulassung als Rechtsanwalt begann er dort in seinem neuen Beruf zu arbeiten. Im Jahr 1871 verlegte er seinen Wohnsitz und seine Anwaltskanzlei nach Dallas in Texas. Gleichzeitig schlug er als Mitglied der Demokratischen Partei eine politische Laufbahn ein.
Bei den Kongresswahlen des Jahres 1878 wurde Wellborn im dritten Wahlbezirk von Texas in das US-Repräsentantenhaus in Washington, D.C. gewählt, wo er am 4. März 1879 die Nachfolge von James W. Throckmorton antrat. Nach drei Wiederwahlen konnte er bis zum 3. März 1887 vier Legislaturperioden im Kongress absolvieren. Seit 1883 vertrat er als Nachfolger von Christopher C. Upson den sechsten Distrikt seines Staates. Zwischen 1883 und 1887 war Wellborn Vorsitzender des Indianerausschusses. Im Jahr 1886 wurde er von seiner Partei nicht mehr zur Wiederwahl nominiert.
Ein Jahr später zog Wellborn nach San Diego in Kalifornien, wo er als Anwalt praktizierte. Seit 1893 lebte er in Los Angeles. Zwischen 1895 und 1915 war er Richter am Bundesbezirksgericht für den südlichen Distrikt von Kalifornien. Danach zog er sich in den Ruhestand zurück. Er starb am 6. Dezember 1921 in Los Angeles.